# Hartpatiënten Nederland
De Stichting Hartpatiënten Nederland (kortweg Hartpatiënten Nederland) is een Nederlandse organisatie met de doelstelling om de belangen van hart- en vaatziektepatiënten in Nederland te behartigen. De stichting is ontstaan uit twee voorgangers, de Stichting Nederlandse Hartpatiënten, en daarvoor de Nederlandse Hartpatiënten Vereniging (NHV).
De NHV werd in november 1970 opgericht als reactie op de zeer lange wachttijden voor hartpatiënten. In die tijd stierven dagelijks ongeveer vijftig mensen aan kransslagaderziekten. De gespecialiseerde ziekenhuizen hadden te weinig capaciteit. Oprichter Henk Fievet van de NHV, zelf hartpatiënt, vond dat de politiek te weinig deed om aan deze problematiek een einde te maken. Doelstelling van de NHV was via directe politieke actie het Binnenhof onder druk te zetten.
Toen politiek Den Haag naar mening van de NHV in gebreke bleef om de problemen op te lossen, bezetten leden van de vereniging in december 1972 de kantine van het Ministerie van Volksgezondheid en Milieuhygiëne om een gesprek met de minister af te dwingen. Op 2 april 1974 verstoorden leden van de NHV een vergadering van de Tweede Kamer en vroegen aandacht voor de naar hun mening schrijnende situatie in de gezondheidszorg voor hartpatiënten. Uitbreiding van het aantal hartoperaties bleef echter uit, en er kwamen geen nieuwe hartchirurgische centra bij.
In maart 1976 besloot de vereniging daarom een luchtbrug naar de Verenigde Staten te openen. Daar was het St. Luke’s Hospital, een vooraanstaande hartkliniek in Houston, bereid maandelijks enkele tientallen Nederlandse hartpatiënten te opereren. De NHV kwam daardoor in botsing met de ziektekostenverzekeraars. Die wilden niet betalen voor de buitenlandse operaties. Fievet dreigde de verzekeraars en de staatssecretaris voor Volksgezondheid, Hendriks, voor de rechter te slepen wegens dood door schuld. Inmiddels werd de vereniging met aanvragen voor operaties in het buitenland overstelpt. Vele honderden vroegen om hulp bij de NHV. Uiteindelijk ging de Ziekenfondsraad overstag en stemde in met volledige vergoeding van de behandeling in het buitenland.
Vanaf dat voorjaar 1976 organiseerde de NHV ruim drie jaar lang elke twee weken een luchtbrug naar Houston voor 20 tot 25 Nederlandse hartpatiënten. Een jaar later werd een tweede luchtbrug geopend, naar het St. Anthony’s Hospital in Londen. Ook konden mensen vlak daarna voor een operatie in Genève kiezen. Deze luchtbruggen bleven tot begin jaren tachtig, toen de capaciteit van de Nederlandse hartcentra geleidelijk aan werd uitgebouwd. Hartpatiënten hoefden daarna niet meer naar het buitenland voor een levensreddende operatie.
De verenigingsvorm werd medio jaren tachtig van de 20e eeuw gewijzigd in een stichting, die niet langer betalende leden, maar donateurs kent. De stichting hield en houdt zich als patiëntenorganisatie bezig met de belangenbehartiging, maar organiseert ook reizen met medische begeleiding en geeft donateurs medisch en juridisch advies. De stichting geeft de Hartbrug uit, waarin de ontwikkelingen op het gebied van het hart beschreven worden.
In augustus 2008 ging Hartpatiënten Nederland van start met de eerste internetcommunity voor hartpatiënten, waar patiënten en hun naasten met elkaar in contact kunnen komen en kunnen discussiëren.